# Glis (genre)
Myoxus
Pour les articles homonymes, voir Glis.
Genre
Synonymes
- Myoxus von Zimmermann, 1780
- Myorus Reichenbach, 1835
- Elius Schulze, 1900

Glis est un genre de rongeurs sciuromorphes de la famille des Gliridae. Il ne comprend qu'une seule espèce actuelle : le Loir gris (Glis glis).

## Aire de répartition

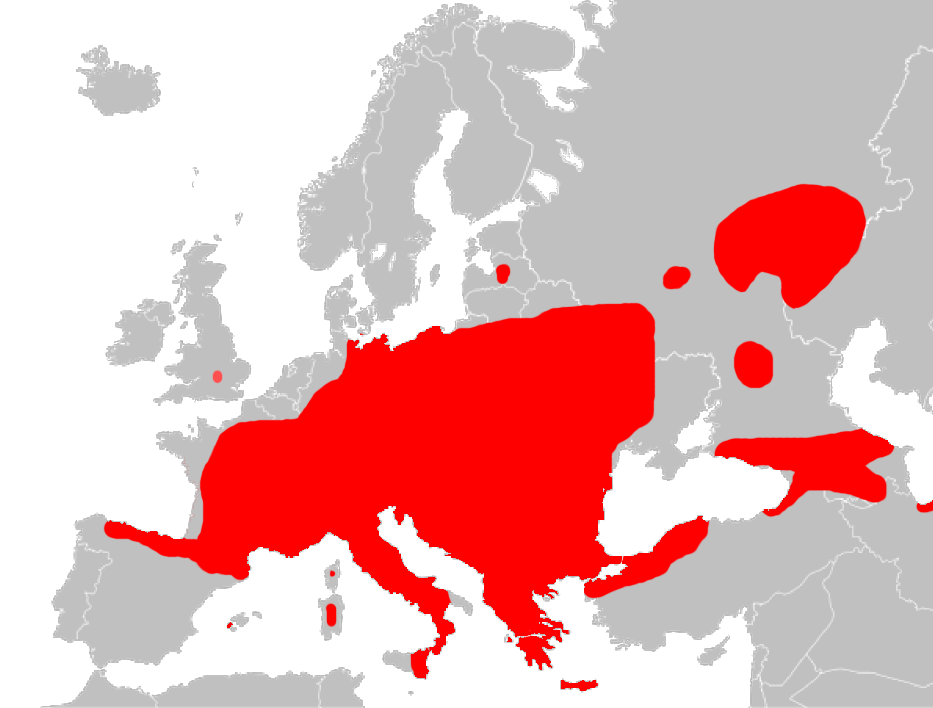
Carte de l'aire de répartition du Loir gris :
zones d'origines ;
zones où il est inexistant.

Le Loir gris se rencontre en Europe depuis la cordillère Cantabrique, au nord de la Turquie, au Caucase jusqu'au nord de l'Iran et au Turkménistan. Les espèces fossiles ont été toute découvertes en Europe.

## Taxinomie
Ce genre a été décrit pour la première fois en 1762 par le zoologiste français Mathurin Jacques Brisson (1723-1806). Il a pour synonymes Elius, Myorus et Myoxus,.
La seule espèce actuelle du genre étant le Loir gris, Glis est traditionnellement considéré comme étant un genre monospécifique, mais il comprend aussi des espèces fossiles.

### Liste des espèces
L'espèce actuelle selon Catalogue of Life (9 octobre 2013), ITIS (9 octobre 2013), Mammal Species of the World (version 3, 2005)  (9 octobre 2013) et NCBI (9 octobre 2013) est :
- Glis glis Linnaeus, 1766 - Loir gris.

Les espèces actuelles et éteintes selon Paleobiology Database (9 octobre 2013) sont :
- † Glis antiquus Kormos, 1930 ;
- † Glis apertus Mayr, 1979 ;
- † Glis galitopouli van der Meulen & de Bruijn, 1982 ;
- Glis glis Linnaeus, 1766 - Loir gris ;
- † Glis guerbuezi Unay, 1990 ;
- † Glis major de Bruijn & Rümke, 1974 ;
- † Glis minor Kowalski, 1963 ;
- † Glis sackdillingensis Heller, 1930 ;
- † Glis sussenbornensis Soergel, 1919 ;
- † Glis transversus Unay, 1990 ;
- † Glis truyolsi Daams, 1976 ;
- † Glis vallesiensis Agusti, 1981.

### Protologue
- (la) Mathurin Jacques Brisson, « Regnum Animale in Classes IX. Distributum, sive Synopsis methodica : Sistens generalem Animalium distributionem in Classes IX, & duarum primarum Classium, Quadrupedum Scilicet & Cetaceorum, particularem divisionem in Ordines, Sectiones, Genera & Species. Cum brevi cujusque Speciei Descriptione, Citationibus Auctorum de iis tractantium, Nominibus eis ab ipsis & Nationibus impositis, Nominibusque vulgaribus », Lugduni Batavorum, Apud Theodorum Haak, Mdcclxii, Editio altera auctior,‎ 1762, p. 113 (lire en ligne, consulté le 9 octobre 2013).